# Lake Onslow
Der Lake Onslow ist ein Stausee in der Region Otago auf der Südinsel von Neuseeland.

## Namensherkunft
Der See wurde zu Ehren von William Hellier, 4. Earl of Onslow nach ihm benannt. Onslow war in den Jahren 1889 bis 1892 Gouverneur in Neuseeland.

## Geographie
Der Stausee befindet sich im Hochland von Otago, rund 22 km östlich von Roxburgh und rund 15 km westlich des Loganburn Reservoir. Mit einer Seehöhe von 684 m erstreckt sich der 3,5 km² große See in einem Bogen über eine Länge von 4,8 km in Ost-West-Richtung und misst an seiner breitesten Stelle rund 1,4 km.
Das Wassereinzugsgebiet des Sees beträgt 175 km².
Im südwestlichen Teil des Sees befindet sich eine rund 23 Hektar große Insel, die je nach Wasserstand Kontakt zum südwestlichen Ufer bekommt.

## Staudamm
Der Staudamm des Sees befindet sich am westlichen Ende des Sees und besitzt heute eine Höhe von 12,8 m bei einer Kronenlänge von rund 73 m. Das heutige Absperrbauwerk wurde im Jahr 1982 errichtet, doch der See wurde bereits in einer kleineren Ausführung im Jahr 1888 mit einem 5,5 m hohen Steindamm aufgestaut. 1994 erfolgte die Erhöhung des Stauwerks auf 7,0 m und in den Jahren 1934 auf 7,9 m und 1938 auf 8,13 m. 1968 zerstörte eine Flut Teile des Damms, der danach auf gleicher Höhe mittels Beton und Stahl neu befestigt wurde. Das heutige Absperrbauwerk macht es möglich den See auf ein Volumen von rund 46,5 Millionen Kubikmeter Wasser aufzustauen.